# Кардозу (Бразилия)
Кардозу (порт. Cardoso)  —  муниципалитет в Бразилии. входит в штат Сан-Паулу. Составная часть мезорегиона Сан-Жозе-ду-Риу-Прету. Входит в экономико-статистический  микрорегион Вотупоранга, который входит в Сан-Жозе-ду-Риу-Прету. Население составляет 11 105 человек на 2006 год. Занимает площадь 637,571 км². Плотность населения — 17,4 чел./км².
Праздник города —  20 января.

## История
Город основан 20 января 1937 года.

## Статистика
- Валовой внутренний продукт на 2003 составляет 75.915.859,00 реалов (данные: Бразильский институт географии и статистики).
- Валовой внутренний продукт на душу населения на 2003 составляет 6.698,06 реалов (данные: Бразильский институт географии и статистики).
- Индекс развития человеческого потенциала на 2000 составляет 0,756 (данные: Программа развития ООН).

## География
Климат местности: субтропический. В соответствии с классификацией Кёппена, климат относится к категории Cfa.